# Saint-Nizier-d’Azergues
Saint-Nizier-d’Azergues – miejscowość i gmina we Francji, w regionie Owernia-Rodan-Alpy, w departamencie Rodan.
Według danych na rok 1990 gminę zamieszkiwało 580 osób, a gęstość zaludnienia wynosiła 24 osób/km² (wśród 2880 gmin regionu Rodan-Alpy Saint-Nizier-d’Azergues plasuje się na 1077. miejscu pod względem liczby ludności, natomiast pod względem powierzchni na miejscu 356.).